# Vesterhavsturneringen
Vesterhavsturneringen eller North Sea Cup var en åben skakturnering, der blev spillet i Esbjerg fra 1976 til 2008. Indtil 2003 var der en amatør-del (en turnering med schweizisk system og en round robin-turnering for 10 spillere for spillere med FIDE-titler, med undtagelse af 1986 (Danmarksmesterskabet i skak) og 1987 (dansk juniormesterkskab i skak). Fra 2004 har turneringen kun haft én del, som har været med det schweiziske system i ni eller ti runder.
Turneringen har ikke været afholdt siden 2009.

## Vindere
| #  | År   | Vinder[1]                                                  |
| -- | ---- | ---------------------------------------------------------- |
| 1  | 1976 | Ulrik Rath Uwe Kunstowicz                                  |
| 2  | 1977 | Jens Kristiansen                                           |
| 3  | 1978 | Bent Larsen                                                |
| 4  | 1979 | László Vadász Jonathan Mestel                              |
| 5  | 1980 | Artur Yusupov                                              |
| 6  | 1981 | Lars Karlsson                                              |
| 7  | 1982 | Ľubomír Ftáčnik                                            |
| 8  | 1983 | Curt Hansen                                                |
| 9  | 1984 | Nigel Short                                                |
| 10 | 1985 | Andras Adorjan                                             |
| 11 | 1986 | Carsten Høi (vinder af Danmarksmesterskabet i skak)        |
| 12 | 1987 | Lars Bo Hansen (dansk juniormester)                        |
| 13 | 1988 | Rafael Vaganian Viktor Kupreichik                          |
| 14 | 1996 | John Emms                                                  |
| 15 | 2000 | Peter Svidler Mikhail Gurevich                             |
| 16 | 2001 | Peter Heine Nielsen Emil Sutovsky                          |
| 17 | 2002 | Lazaro Bruzon Leinier Domínguez                            |
| 18 | 2003 | Alexey Dreev Luke McShane Krishnan Sasikiran               |
| 19 | 2004 | Nikola Sedlak                                              |
| 20 | 2005 | Vladimir Belov                                             |
| 21 | 2006 | Stefan Djuric Aloyzas Kveinys Igor Rausis Gerhard Schebler |
| 22 | 2007 | Karsten Rasmussen                                          |
| 23 | 2008 | Vadim Malakhatko                                           |